# Емілія Дельменгорстська
Емілія Антонія Дельменгорстська (нім. Emilie Antonia von Delmenhorst), також Емілія Антонія Ольденбурзька (нім. Emilie Antonia von Oldenburg) та Емілія Антонія Ольденбург-Дельменгорстська (нім. Emilie Antonia von Oldenburg und Delmenhorst), 15 червня 1614 — 4 грудня 1670) — графиня Дельменгорстська з Ольденбурзької династії, донька графа Дельменгорстського Антона II та брауншвейзької принцеси Сибілли Єлизавети, дружина графа Шварцбург-Рудольштадту Людвіга Ґюнтера I. Регентка Шварцбург-Рудольштадту у 1646—1662 роках.

## Біографія
Народилась 15 червня 1614 року у Дельменгорсті. Була десятою дитиною та восьмою донькою в родині графа Дельменгорстського Антона II та його дружини Сибілли Єлизавети Брауншвейг-Данненберзької. Згодом сімейство поповнилося найменшою донькою Юліаною.
Втратила батька у 5-річному віці. Матір більше не одружувался, здійснюючи регентство при малолітніх синах. Від 1633 року брат Крістіан правив самостійно.
У 23-річному віці стала дружиною 56-річного графа Шварцбург-Рудольштадту Людвіга Ґюнтера I. Весілля пройшло 4 лютого 1638 у Рудольштадті. У подружжя народилося п'ятеро дітей.
Графство надзвичайно постраждало від Тридцятилітньої війни, найважчим часом стало саме правління Людвіга Ґюнтера I. Не маючи можливості організувати скільки-небудь значущу оборону, йому самому доводилося кілька разів рятуватися від вірної смерті, тікаючи до Шварцбурзьких гір. Втім, чоловік Емілії не втрачав стійкості духу, що підтримувалася релігійністю, притаманною всьому сімейству. Він сприяв відновленню спустошених міст і будівництву церков, підтримуваний нею.
Граф пішов з життя у листопаді 1646 року. Емілія стала регенткою при малолітньому синові. Дітей виховувала у дусі церковного благочестя, згідно правил Доброчесного товариства. Їхнім наставником призначила вченого-правознавця Агасфера Фрітча, надавши йому посаду гофмейстера; пізніше він отримав місце державного канцлера.
Перші роки правління Емілії припали на завершальну фазу Тридцятирічної війни. Графиня доклала чимало зусиль, аби зменшити матеріальні збитки та захистити підданих. У 1647 році імператор Фердинанд III узяв Шварцбург-Рудольштадт під свій захист. Його указ захистив феод від нападів з боку імперської армії, але прикордонні райони графства продовжували страждати від дій дезертирів. Втрат країні завдала і шведська армія, що пройшла його територією. У листі до королеви Швеції Христини I Емілія Антонія зажадала компенсації, але вимога графині, залишилася без відповіді.

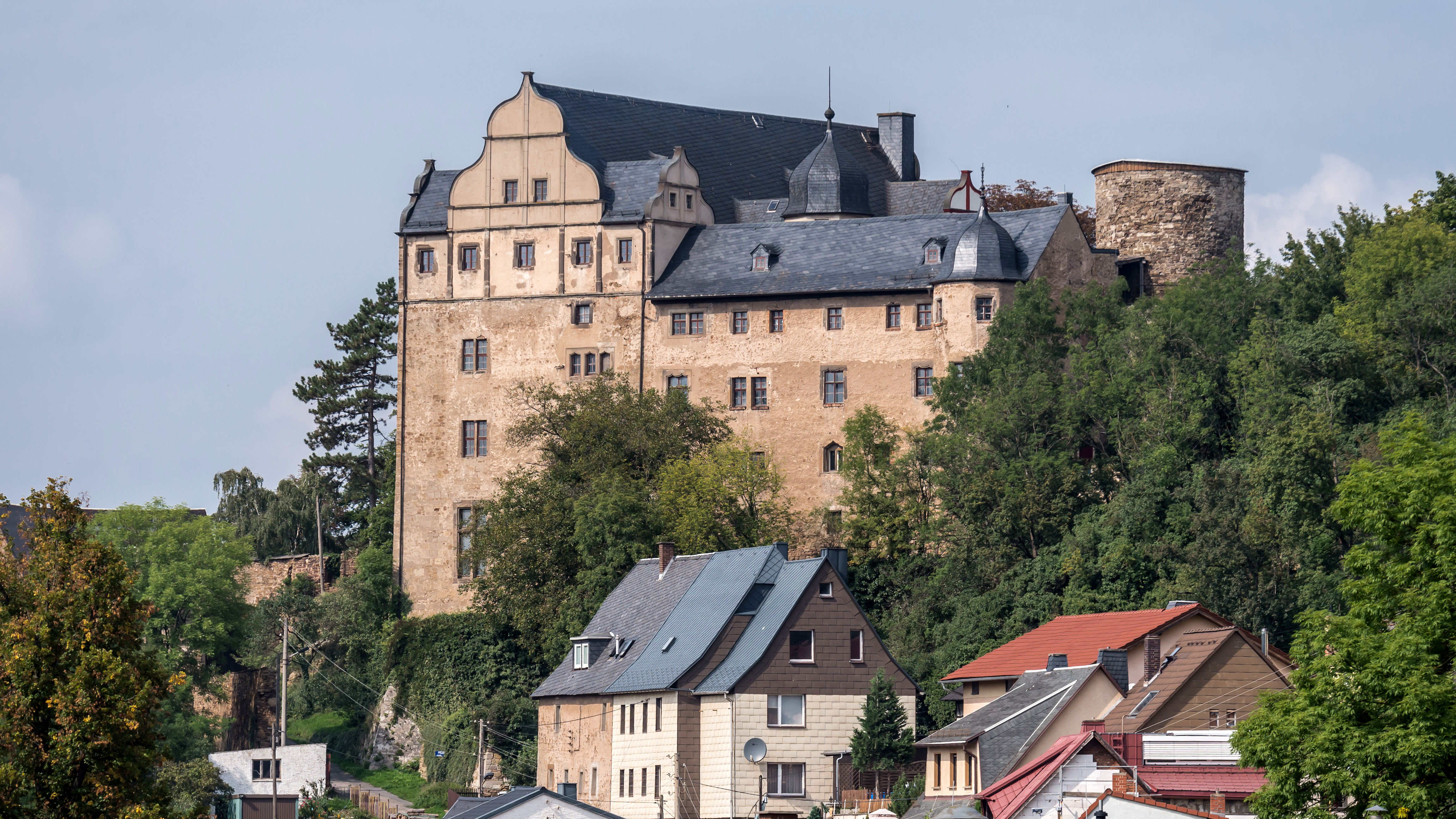
Удовина резиденція Емілії — замок Кьоніц

1648 року війна закінчилася Вестфальським миром. До того часу борг графства сягнув суми у 50 000 рейхсталерів. Разом з тим, доходи від лісового господарства та видобутку корисних копалин різко впали. Головною справою для Емілії Антонії стало відновлення економіки Шварцбург-Рудольштадта, і вона з нею успішно впоралася. Протягом всього часу підтримувала економічні контакти із Дельменгорстом. Незважаючи на напружену фінансову ситуацію, у Гайдексбурзі продовжувалося будівництво, наприклад, нового літнього будинку у палацовому саду. Втім, це було швидше виключенням, оскільки загалом у графстві будівництво майже не велося. Заохочувала освіту, призначила Йоганна Ніколауса Штендера ректором Державної школи Рудольштадта. У 1662 році Альберт Антон перебрав на себе повноваження голови держави.
У 1663—1670 роках мешкала у замку Кьоніц у амті Лойтенберг. Піклувалася про церкви та школи у своїх удовиних володіннях. Разом із доньками відкрила аптеку з лабораторією та складом сировини, аби мати можливість допомагати людям.
Померла 4 грудня 1670 року. Була похована у церкві Святого Андреаса в Рудольштадті. У похоронній проповіді генеральний суперінтендант Юстус Сеффінг назвав її «Шварцбурзькою Юдіф'ю», прирівнявши її лідерство під час війни до біблійної Юдіфі, яка захистила свою країну від нападу ворожої армії.

## Родина
Чоловік — Людвіг Гюнтер I
Діти:

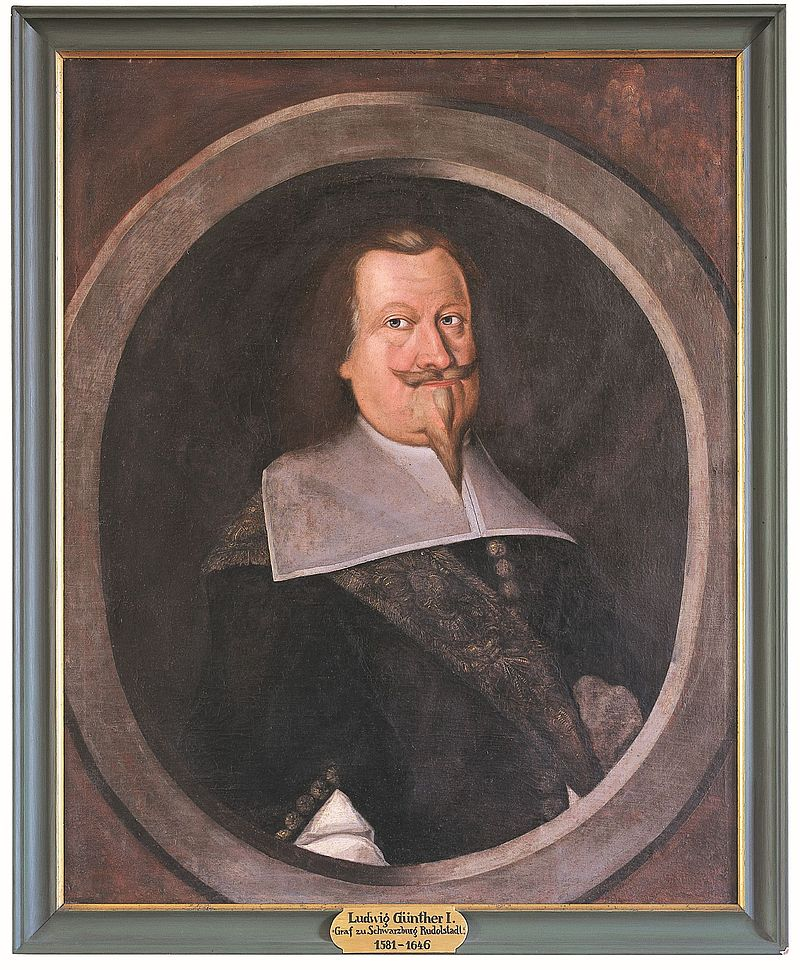
Портрет Людвіга Гюнтера I пензля невідомого майстра, Гайдексбург

- Софія Юліана (1639—1672) — одружена не була, дітей не мала;
- Людмила Єлизавета (1640—1672) — була заручена з графом Шварцбургу-Зондерсгаузену Крістіаном Вільгельмом I, одружена не була, дітей не мала;
- Альберт Антон (1641—1710) — граф Шварцбург-Рудольштадту у 1662—1697 роках, князь Шварцбург-Рудольштадту у 1697—1710 роках, був одружений з графинею Барбі-Мюлінґенською Емілією Юліаною, мав сина та доньку;
- Крістіана Магдалена (1642—1672) — одружена не була, дітей не мала;
- Марія Сусанна (1646—1688) — одружена не була, дітей не мала.